# Южный (остров, Входные)
Ю́жный — остров архипелага Северная Земля. Административно относится к Таймырскому Долгано-Ненецкому району Красноярского края.
Расположен в южной части архипелага в Карском море в проливе Вилькицкого у побережья острова Большевик на расстоянии немногим более 3 километров к югу от мыса Анцева и в 4 с небольшим километров к востоку от мыса Майский. Входит в состав островов Входных. Другой остров группы — Северный, лежит чуть северо-восточнее Южного.
Имеет вытянутую с юго-запада на северо-восток форму длиной менее километра. Берега пологие, существенных возвышенностей нет.

## Топографические карты
- Лист карты T-48-XIII,XIV,XV полярная ст. Солнечная. Масштаб: 1 : 200 000. Состояние местности на 1981 год. Издание 1988 г.